# مناطق اليابان

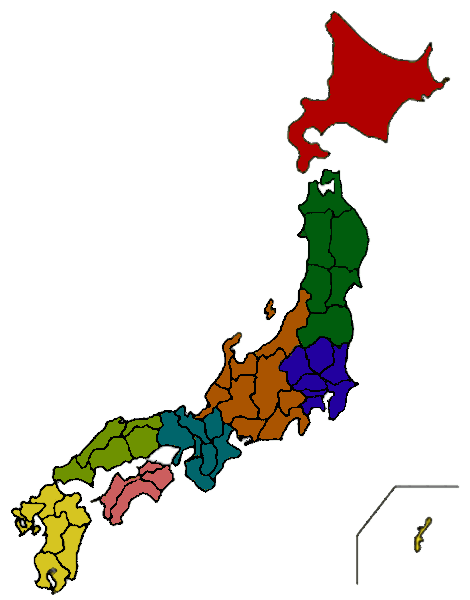
مناطق اليابان، كل منطقة بلون مختلف

مناطق اليابان هي ليست وحدات تقسيم إدارية رسمية ولكن تم استخدام هذه المناطق بشكل تقليدي كتقسيم للمناطق في اليابان، وعليه هذا فإن هذه التقسيمات تختلف من مصدر لآخر.
ولكن بشكل عام فاليابان تقسم إلى ثمانية مناطق رئيسية هي:
- هوكايدو، أكبر مدنها سابورو
- منطقة توهوكو، أكبر مدنها سنداي
- منطقة كانتو أكبر مدنها طوكيو ويوكوهاما
- منطقة تشوبو، تحوي جبل فوجي وتقسم غالباً إلى:
  - منطقة هوكوريكو، أكبر مدنها كانازاوا
  - منطقة كوشينيتسو، أكبر مدنها نييغاتا وناغانو
  - منطقة توكائي، أكبر مدنها ناغويا، هاماماتسو، وشيزوأوكا
- منطقة كانساي، أكبر مدنها أوساكا، كوبه، وكيوتو
- منطقة تشوغوكو، أكبر مدنها هيروشيما وأوكاياما
- منطقة شيكوكو جزيرة، أكبر مدنها ماتسوياما، وتاكاماتسو
- منطقة كيوشو جزيرة، أكبر مدنها فوكوكا، وكوماموتو كما تتضمن
  - جزر روكيو والتي تضم أوكيناوا